# جون ثوربورن
جون ثوربورن (بالإنجليزية: June Thorburn)‏ هي ممثلة بريطانية، ولدت في 8 يونيو 1931 بكراتشي في باكستان، وتوفيت في 4 نوفمبر 1967 في المملكة المتحدة.

## وصلات خارجية
- جون ثوربورن على موقع IMDb (الإنجليزية)
- جون ثوربورن على موقع إن إن دي بي (الإنجليزية)
- جون ثوربورن على موقع قاعدة بيانات الفيلم (الإنجليزية)